# Второе совещание общественных деятелей
Второ́е совеща́ние обще́ственных де́ятелей — проходило 12—14 октября 1917 года в Москве по созыву постоянно работающего Совета общественных деятелей.

## Причины созыва совещания
Осенью 1917 г. ситуация в России продолжала ухудшаться. В стране углублялась хозяйственная разруха, в Армии — анархия, власть Временного правительства теряла авторитет. Совет общественных деятелей, стоящий на позициях сильной государственной власти и войны до победного конца, обеспокоенный процессами, разрушавшими Русскую государственность, решил собрать Совещание для того, что бы заявить на нём о своём несогласии с курсом правительства и предложить меры для спасения России.

## Обсуждаемые вопросы и принятые резолюции
Совещание было открыто председателем Совета общественных деятелей М. В. Родзянко. Товарищами председателя совещания были избраны князья Е. Н. Трубецкой и П. Д. Долгоруков. Были заслушаны доклады на следующие темы:
- — укрепление государственной власти в России;
- — борьба с большевизмом;
- — состояние в армии;
- — проблема войны и мира.

После обсуждения заслушанных докладов участники Совещания приняли резолюцию со следующими требованиями к Временному правительству:
- — установить всероссийскую твердую власть, которой бы безусловно подчинились все местные власти;
- — немедленно установить военное положение в местностях, «охваченных анархией» и силою оружия восстановить порядок, «нарушаемый буйством черни»;
- — покончить с незаконными «самочинными организациями, потворствующими произволу»;
- — в армии восстановить власть начальников и ликвидировать солдатские комитеты, восстановить деятельность Союза офицеров армии и флота;
- — возвратить в армию всех несправедливо уволенных генералов и офицеров;
- — исключить всякую мысль об измене «общему делу» союзников и о сепаратном мире и довести войну до победного конца;
- — исключить возможность «реорганизации экономического строя страны на началах социалистических»;
- — пресекать «самовольные захваты и присвоения»;
- — оказывать «деятельную поддержку частной предприимчивости, основанной на капитале и знании, и широким социальным реформам, отвечающим справедливым интересам трудящегося класса»;

Было принято решение о поддержке на выборах в Учредительное собрание политических партий и групп, стоящих на государственных позициях, о создании в Учредительном собрании блока с Трудовой народно-социалистической партией и с группой «Единство» и иными делегатами-центристами, для «органической работы по устройству государства на началах свободы, социальной справедливости и государственного единства».